# Gabinet Williama Tafta
Gabinet Williama Tafta – powołany i zaprzysiężony w 1909, po wyborach w 1908.

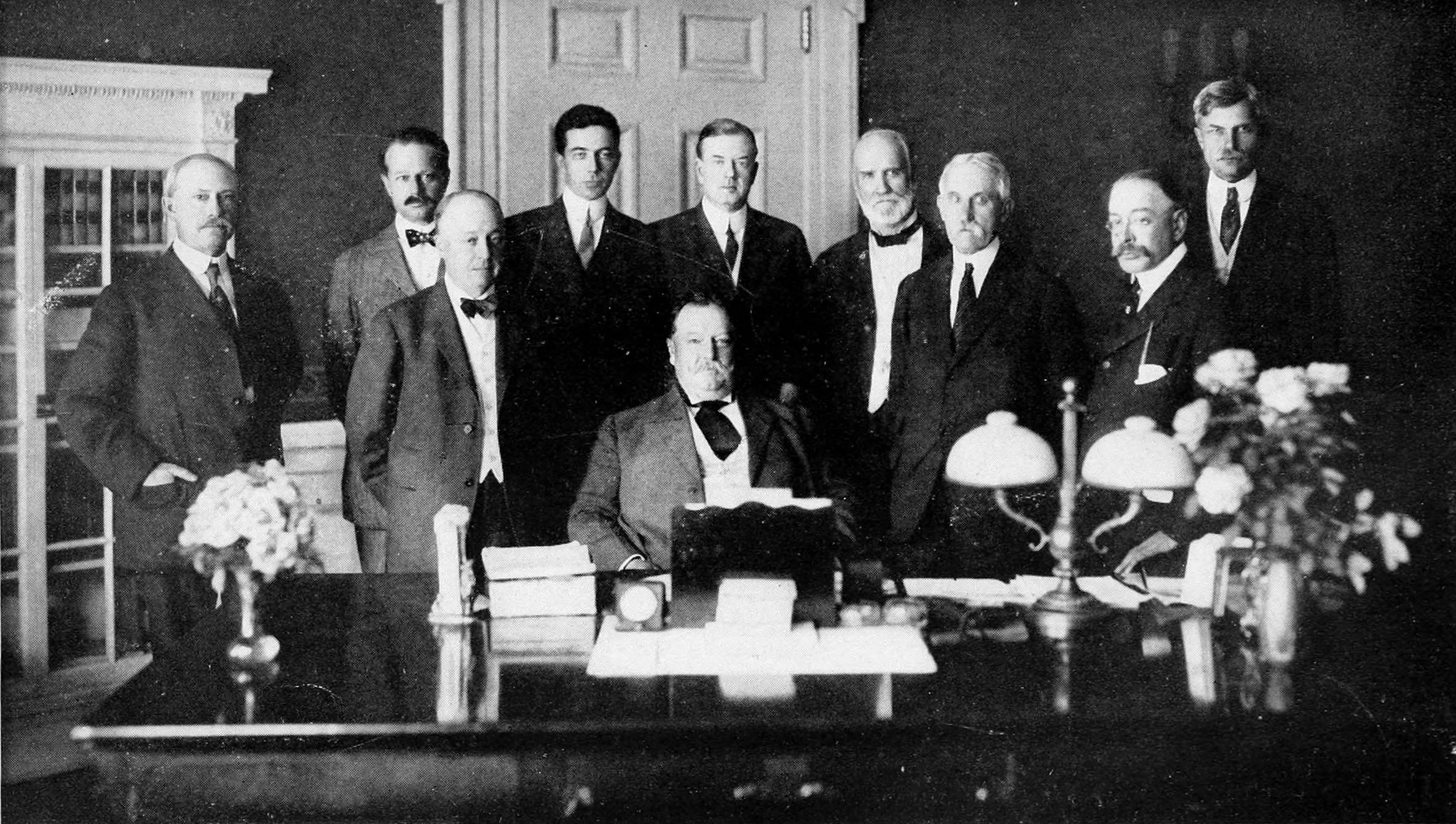
William Taft i jego gabinet w 1910 roku.

| Departament/Funkcja            | Imię i nazwisko                              | Kadencja                |
| ------------------------------ | -------------------------------------------- | ----------------------- |
| Prezydent                      | William Howard Taft                          | 1909 – 1913             |
| Wiceprezydent                  | James Schoolcraft Sherman wakat              | 1909 – 1912 1912 – 1913 |
| Sekretarz stanu                | Philander C. Knox                            | 1909 – 1913             |
| Sekretarz skarbu               | Franklin MacVeagh                            | 1909 – 1913             |
| Sekretarz wojny                | Jacob M. Dickinson Henry Lewis Stimson       | 1909 – 1911 1911 – 1913 |
| Prokurator generalny           | George W. Wickersham                         | 1909 – 1913             |
| Dyrektor Generalny Poczty      | Frank Harris Hitchcock                       | 1909 – 1913             |
| Sekretarz marynarki            | George von Lengerke Meyer                    | 1909 – 1913             |
| Sekretarz zasobów wewnętrznych | Richard A. Ballinger Walter L. Fisher        | 1909 – 1911 1911 – 1913 |
| Sekretarz rolnictwa            | James Wilson                                 | 1909 – 1913             |
| Sekretarz handlu i pracy       | Charles Nagel Victor H. Metcalf Oscar Straus | 1909 – 1913             |